# Karl Friedrich Siegfried Fabarius

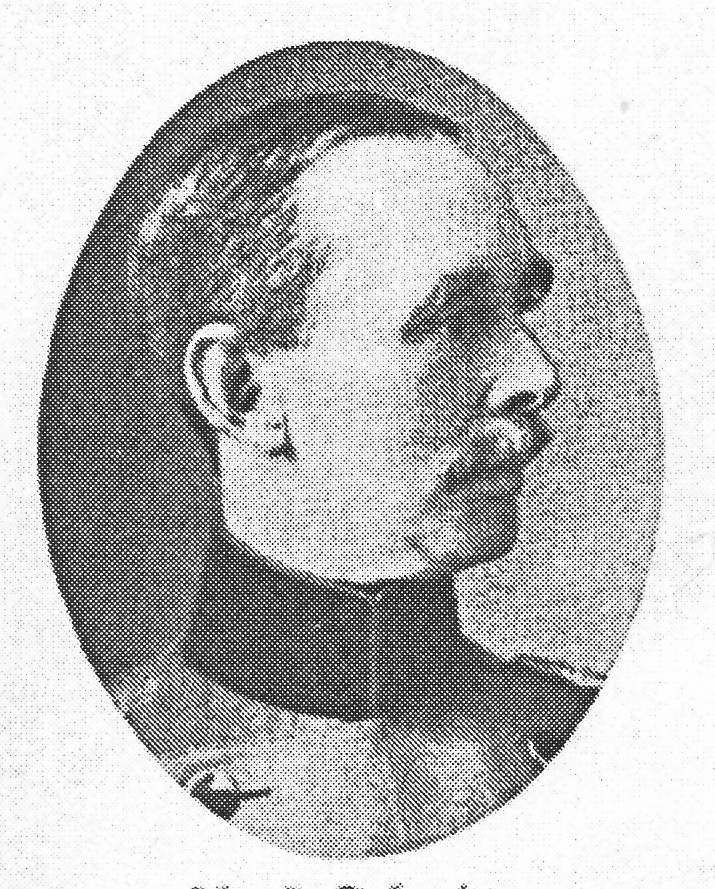
Siegfried Fabarius

Karl Friedrich Siegfried Fabarius (* 22. August 1853 in Saarlouis; † 30. November 1915 bei Newel) war ein preußischer Generalmajor und Divisionskommandeur im Ersten Weltkrieg.

## Leben
Karl war der Sohn des Superintendenten Fabarius und der Berta Fabarius, geborene Wiedemann. Er war ebenso wie seine Eltern evangelischer Konfession. Den Besuch des Gymnasiums schloss Fabarius mit dem Abitur ab. Am 31. März 1887 heiratete er Luise Boehl.

## Militärische Laufbahn
Fabarius trat am 25. März 1875 als Offiziersaspirant in das Thüringische Feldartillerie-Regiment Nr. 19 der Preußischen Armee ein, das in Erfurt stationiert war. Er wurde am 11. November 1875 zum Portepeefähnrich und am 17. November 1876 zum Sekondeleutnant befördert.
Vom 29. September 1878 bis zum 24. Juli 1879 war Fabarius zur Vereinigten Artillerie- und Ingenieurschule zu Berlin abkommandiert. Hier erhielt er seine Ausbildung zum Artillerieoffizier. Am 1. April 1881 erfolgte seine Versetzung zum Magdeburgische Feldartillerie-Regiment Nr. 4. Er versah seinen Dienst zunächst bei einzelnen Batterien, konnte aber bald als Adjutant beim Chef der I. Abteilung überzeugen. Noch in diesem Zeitraum, vom 1. März 1882 bis zum 31. Juli 1882, besuchte Fabarius die Militär-Turnanstalt in Berlin.
Ab dem 1. Oktober 1885 war Fabarius zur Kriegsakademie abkommandiert. Am 22. März 1887 erhielt er seine Beförderung zum Premierleutnant, und mit dem 1. April 1887 wurde er zum 1. Badischen Feldartillerie-Regiment Nr. 14 nach Karlsruhe versetzt. Vorher schloss Fabarius allerdings seine Ausbildung an der Akademie ab, die er bis zum 21. Juli 1888 besuchte. Im Feldartillerie-Regiment Nr. 14 wurde Fabarius mit Wirkung vom 22. August 1891 zum Hauptmann befördert. Er übernahm daraufhin die Funktion eines Batteriechefs.
Die nächste Beförderung erfolgte am 27. Januar 1900, und als überzähliger Major wurde Fabarius mit dem 18. April 1900 zum 3. Badischen Feldartillerie-Regiment Nr. 50 in Karlsruhe versetzt. Hier nahm er die Funktion eines Abteilungskommandeurs wahr. Zwischenzeitlich wurde er zur Feldartillerie-Schieß-Schule nach Berlin abkommandiert, an der er vom 20. April bis zum 29. Mai 1903 auf Lehrgang war.
Seine Beförderung zum Oberstleutnant erfolgte am 10. April 1906. Ein halbes Jahr später, am 16. Oktober 1906 wurde Fabarius zum Kommandeur des 2. Ober-Elsässischen Feldartillerie-Regiments Nr. 51 ernannt, welches zum 1. Oktober 1909 in die „Neue Artillerie-Kaserne“ in Straßburg-Neuhof verlegte. Bereits drei Jahre nach seiner Beförderung zum Oberstleutnant erfolgte seine Ernennung zum Oberst mit Wirkung vom 20. April 1909.
Vom 13. März 1911 bis zum 1. April 1911 befand sich Oberst Fabarius auf Lehrgang an der Fußartillerie-Schieß-Schule zu Berlin.
Seine neue Stellung als Kommandeur der 28. Feldartillerie-Brigade in Karlsruhe nahm er am 28. April 1912 ein. Am 1. Oktober 1912 wurde Fabarius schließlich zum Generalmajor befördert.
Während des Ersten Weltkrieges wurde Generalmajor Fabarius zum Kommandeur der 82. Reserve-Division ernannt. Die Division unterstand dem XXXXI. Reserve-Korps und wurde hauptsächlich an der Ostfront eingesetzt. Zunächst kämpfte die 82. Reserve-Division an der Westfront an der Somme. Sie wurde aber im April 1915 in den Osten verlegt. Sie nahm an der Gorlice-Tarnow-Offensive teil, überquerte den San und beteiligte sich an den Kämpfen um Przemyśl. Noch im Jahre 1915 kämpfte die Division in der Schlacht von Lemberg und war u. a. an der Eroberung von Brest-Litowsk und Pinsk beteiligt, bevor sie in den Stellungskampf in den Pripjet-Sümpfen geriet.

## Die Gefangennahme
Die Ereignisse um die Gefangennahme des Generalmajors Fabarius fanden in der Nacht vom 27. zum 28. November 1915, im Bereich des Reserve-Infanterie-Regiments Nr. 271, statt. Dieses Regiment war der 82. Reserve-Division unterstellt, die sich seit Oktober 1915 in den Pripjet-Sümpfen befand. Die Front war zu jener Zeit ruhig und die Einheiten der Division waren damit beschäftigt ihre Stellungen immer weiter auszubauen. Die Frontbewachung konnte von deutscher Seite her jedoch nur unzureichend gewährleistet werden. Ansässige informierten die russische Befehlsleitung über die Lücken in der deutschen Verteidigung und es wurde daraufhin ein Jagdkommando von etwa 500 Mann zusammengestellt. Dieses Kommando drang nahezu ungehindert zum Dorf Newel vor, das hinter den deutschen Stellungen lag. Die in dem Dorf untergebrachten deutschen Soldaten wurden von dem russischen Kommando völlig überrascht. Das Gutshaus von Newel, in dem sich der Regimentsstab des Reserve-Infanterie-Regiments Nr. 271 befand und in dem sich zu der Zeit zufälligerweise auch der Divisionskommandeur Fabarius aufhielt, wurde umstellt und anschließend gestürmt. Generalmajor Fabarius wurde dabei lebend gefasst. Herannahende deutsche Einheiten zwangen die Russen zum raschen Rückzug. Den Divisionskommandeur Fabarius führten sie dabei mit ab.
Laut deutscher Darstellung konnte Generalmajor Fabarius in der Gefangenschaft sein Schicksal nicht ertragen, und er soll sich am 30. November erschossen haben. Laut den Erinnerungen des russischen Generals Alexej Brussilow soll sich Fabarius jedoch mit dem Rasiermesser die Gurgel durchgeschnitten haben. Das geschah, noch bevor der eben gefangengenommene Fabarius in Brussilows Stab gebracht worden war. Fabarius' Grab befand sich während des Ersten Weltkrieges in Stolin (Weißrussland).

## Auszeichnungen
- Roter Adlerorden IV. Klasse mit der Krone im Jahre 1897[16]
- Preußisches Dienstauszeichnungskreuz im Jahre 1900
- Komtur II. Klasse des Herzoglich Sachsen-Ernestinischen Hausordens im Jahre 1903
- Ritterkreuz I. Klasse des Ordens vom Zähringer Löwen im Jahre 1905
- Kronen-Orden III. Klasse im Jahre 1907
- Roter Adlerorden III. Klasse mit Schleife im Jahre 1911

## Fabarius-Berg
Während des Ersten Weltkrieges erhielt ein Berg im eroberten Teil Frankreichs in der Nähe von Angres den Namen Fabarius.